# Franz Wyss
Franz Wyss (1796 – Csorna, 1849. június 13.) császári és királyi vezérőrnagy, az 1848–49-es szabadságharcban a császári csapatok egyik tábornoka.

## Életpályája
Svájci eredetű katonacsaládba született. 1813-ban hadnagyként lépett a császári hadsereg 1. dzsidásezredébe. Részt vett a Napóleon elleni háborúkban.
1843-tól ezredesi rangban a galíciai 3. sz. „Károly főherceg” dzsidásezred (K.u.k. Galizisches Ulanen-Regiment „Erzherzog Carl” Nr. 3) parancsnokává nevezték ki. 1848 nyarán részt vett az észak-itáliai forradalmak elleni harcokban, ezért augusztusban vezérőrnaggyá léptették elő. Ugyanezen év őszén áthelyezték a Windisch-Grätz herceg vezetése alatt álló prágai főhadparancsnokság állományába. Dandárparancsnokként részt vett Bécs elfoglalásában, majd a téli hadjáratban dandárával Ladislaus von Wrbna altábornagy II. hadtestébe osztották be. Egysége ott volt a Görgei vezérőrnagy hadtestét üldöző császári csapatok között, és kitüntette magát a felvidéki bányavárosok körül folyó 1849. januári harcokban.
A kápolnai csatában az ő dandára foglalta el Kápolnát. Április 19-én a nagysallói csata után Kéménd mellett vereséget szenvedett a Gáspár András ezredes vezette VII. hadtest egyik hadosztályától. Május végén dandárja átkerült az I. hadtestbe, és Haynau parancsára június 8-án megszállta Csornát. Kmety György, a VII. honvéd hadtest hadosztályparancsnoka kémek útján értesült Wyss dandárának Csornára érkezéséről, és elhatározta, hogy a magyar parancsnokság értesítése nélkül megtámadja őket. A június 13-án lezajlott csornai csata folyamán a császári csapatok vereséget szenvedtek, az ütközetben maga Wyss tábornok is elesett.